# Guerrobunus vallensis
Guerrobunus vallensis is een hooiwagen uit de familie Phalangodidae.